# Nest

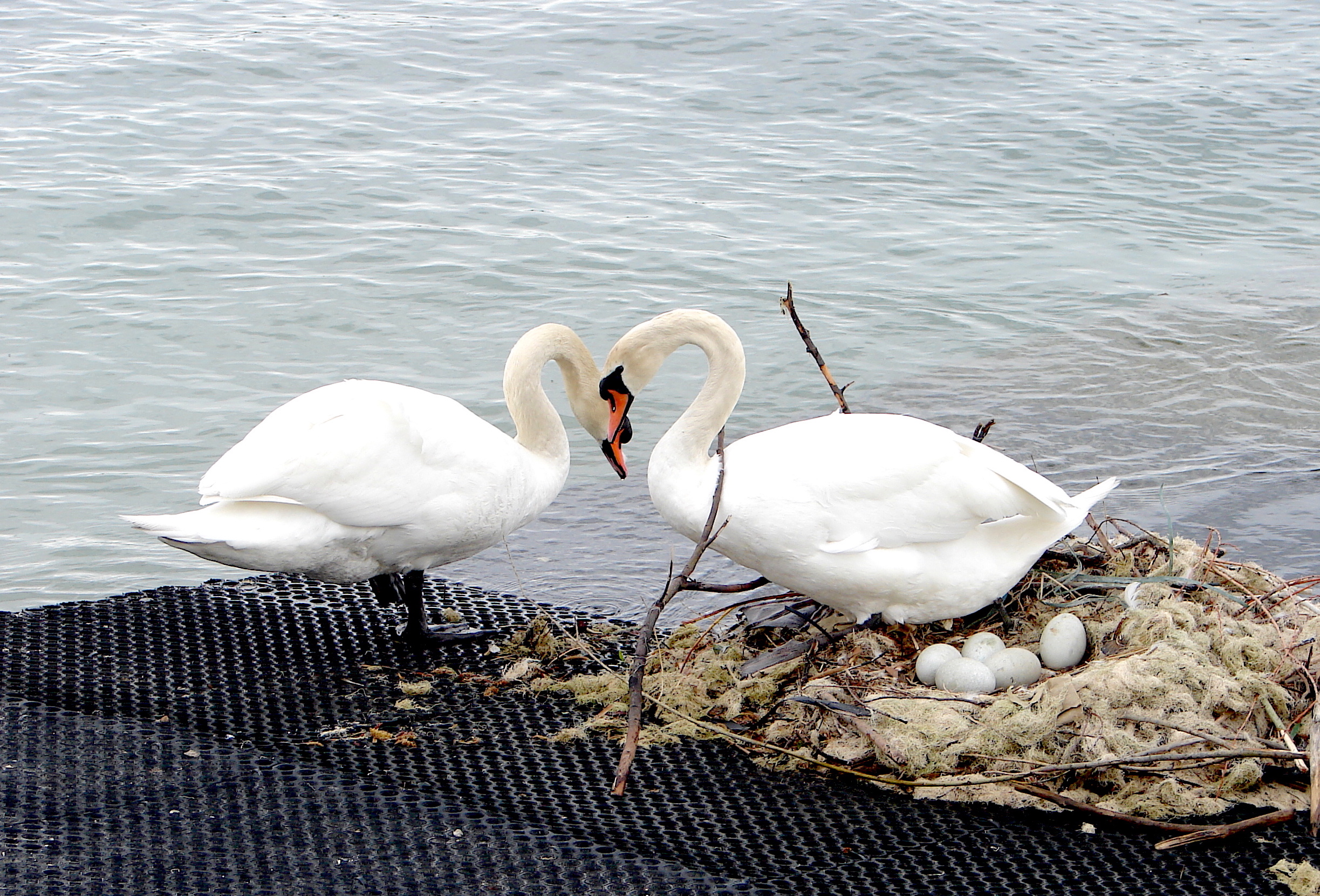
Höckerschwäne mit Nest und Eiern am Bodensee

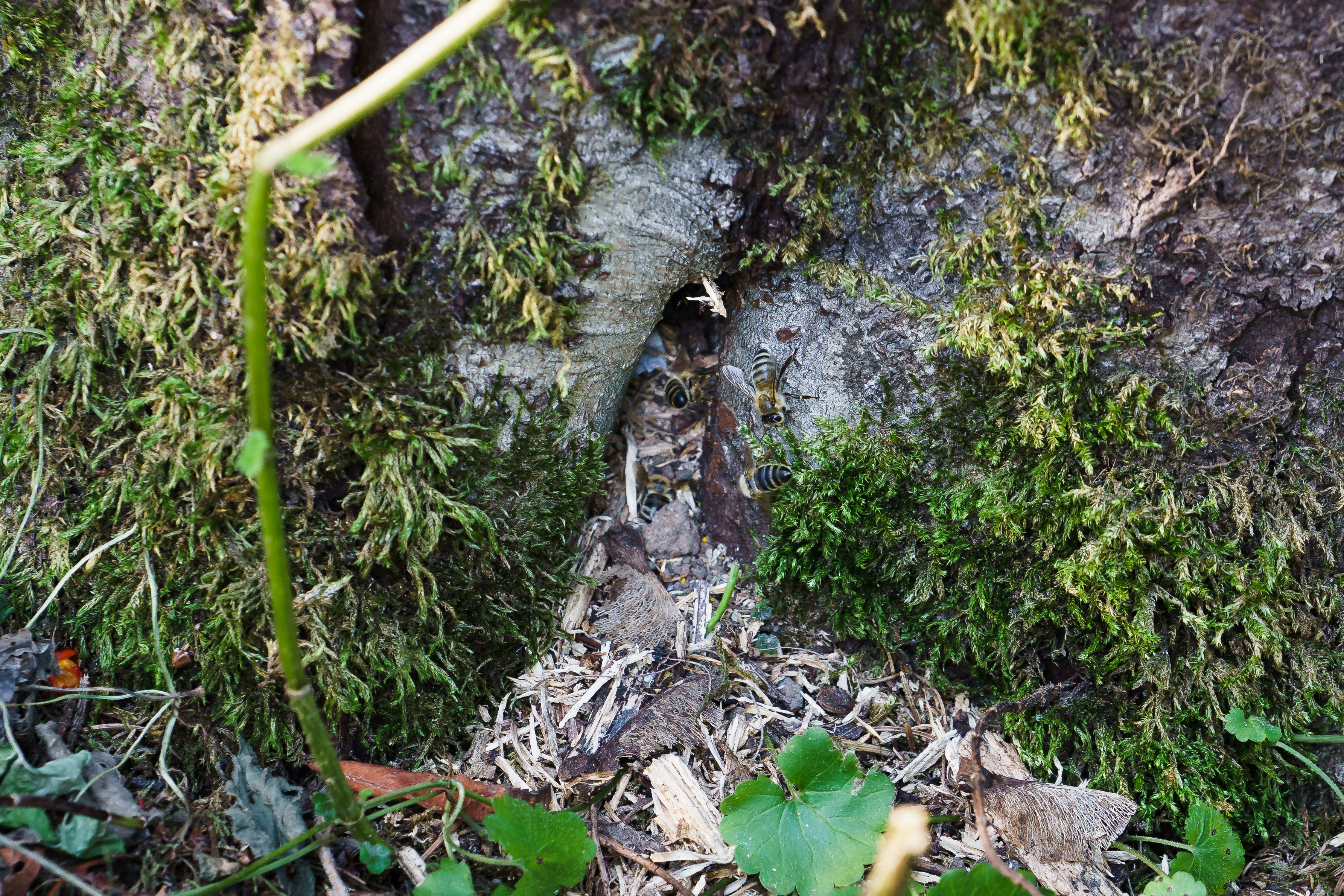
Bienennest im Stamm einer Fichte

Nest (von vorgermanisch nizdo, ‚Niederlassung‘, und verwandt mit lateinisch nidus, ‚Nest‘, und deutsch nieder) ist eine Bezeichnung für Baue, die von verschiedenen Tierarten hergestellt werden und ihnen als Schlaf-, Wohn- und Brutstätte dienen. Eierlegende Tiere suchen meist einen geschützten Platz zur Eiablage, viele Vögel bauen dazu Gelegenester, häufig wird dieses zusätzlich gestaltet, insbesondere bei anschließender Brutpflege dafür besonders ausgestattet.
Artspezifisch unterschiedlich findet man unter anderem bei Vögeln und Säugetieren gepolsterte Nester, bei Fischen Pflanzen- (Stichlinge) und Schaumnester, bei Insekten zum Beispiel Bienenwaben oder bei Ameisen auch Ameisennester.
Das Nest wird für das Gelege, die Brut, der Aufbewahrung von Nahrung und zum Schutz der Nestlinge während der Aufzucht verwandt. Einige Vogelarten wie beispielsweise die Teichralle errichten während ihrer Brutperiode mehrere Nestformen, darunter ein Gelegenest, in dem die eigentliche Brut stattfindet und das während der Brutperiode äußerst aggressiv verteidigt wird.

## Nester bestimmter Tiergruppen

### Vögel
Die meisten Vogelnester dienen nur der Aufzucht (mindestens Bebrüten der Eier). Da die Vogeleier mit ihrer kalzifizierten Schale gut rollen können, ist ein besonders wichtiger Grund für den Nestbau der Vögel darin zu suchen, die Eier am Fortrollen zu hindern und sie so zusammenzuhalten, dass sie gleichzeitig bebrütet werden können.

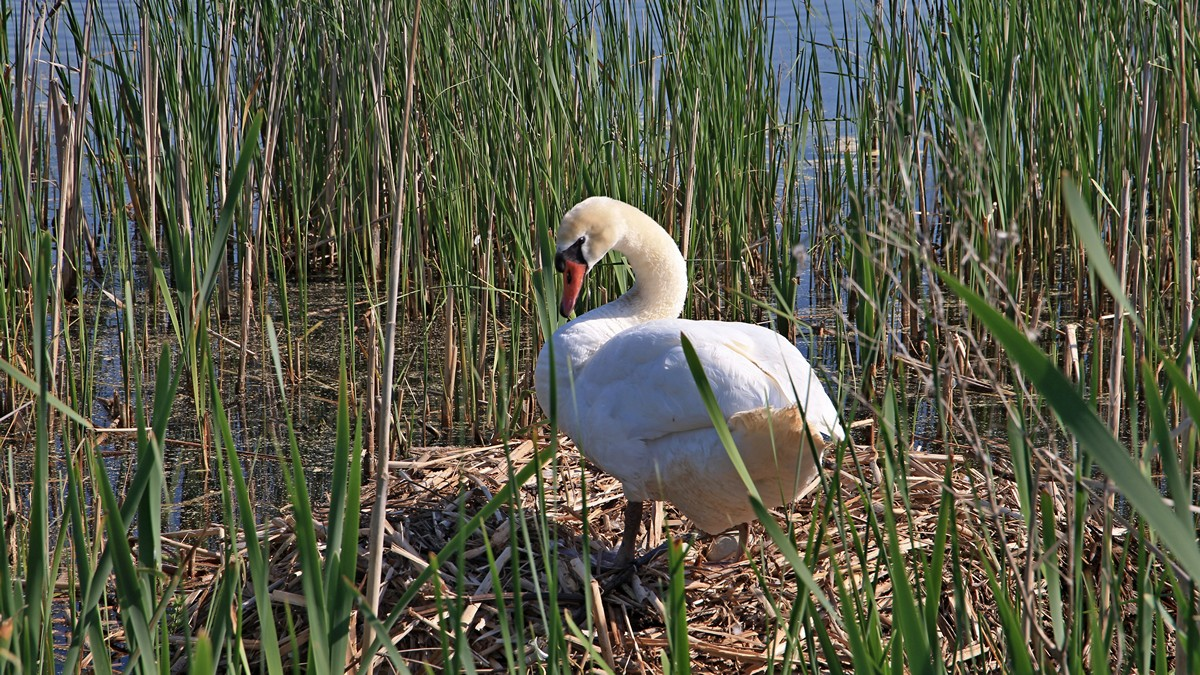
Schwanennest
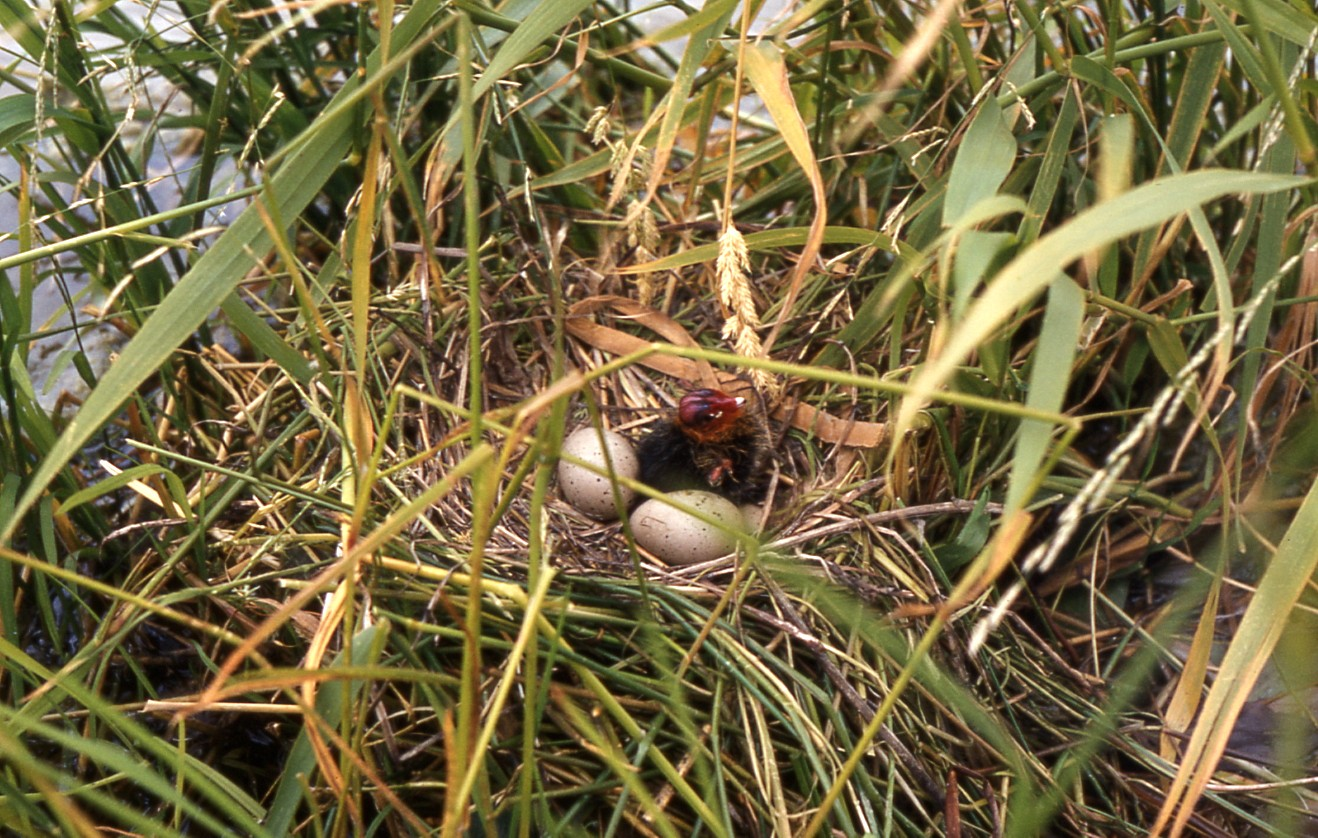
Gelege eines Blässhuhns im Uferröhricht
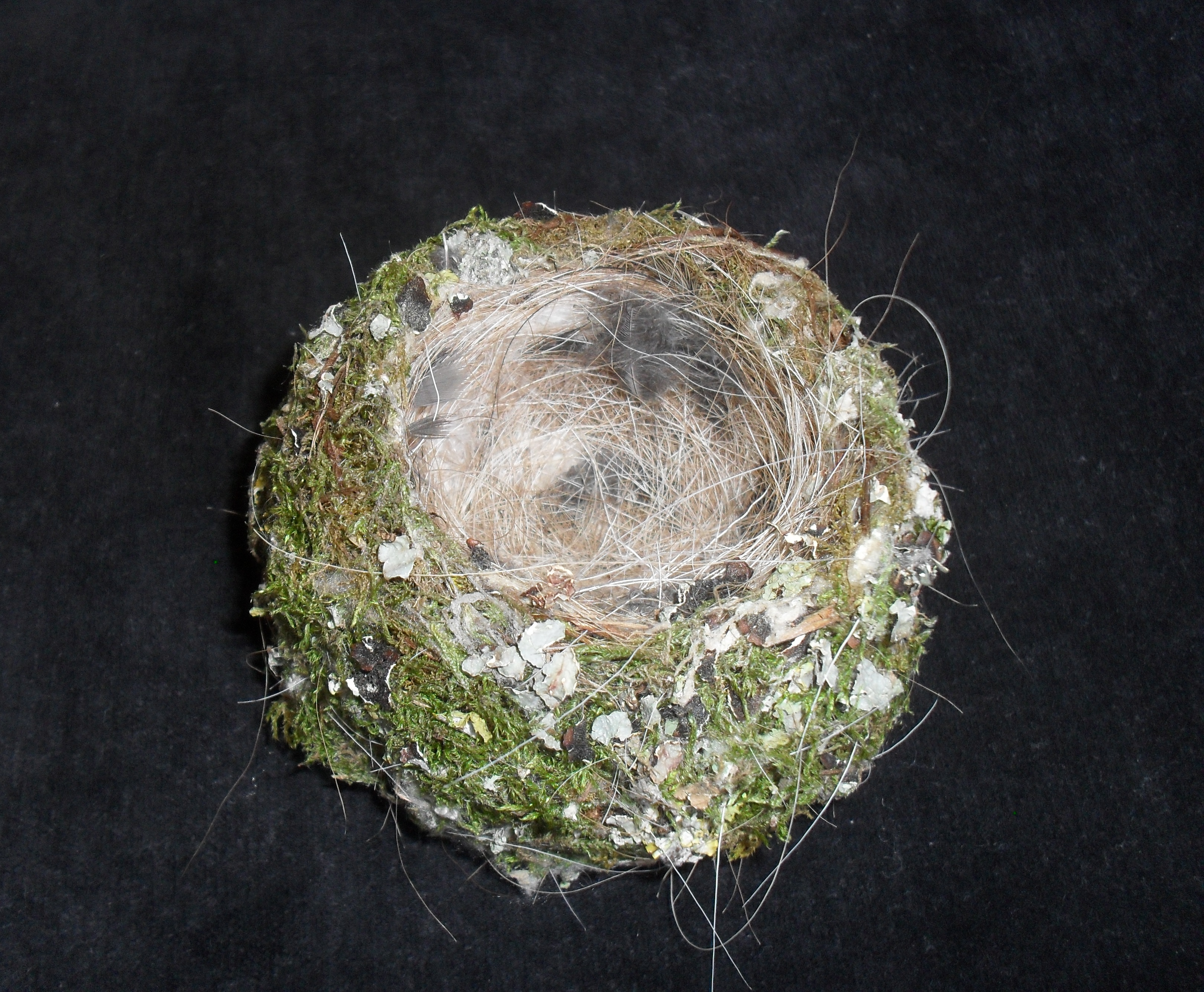
Nest eines Buchfinks mit eingewebten Tier- und Menschenhaaren
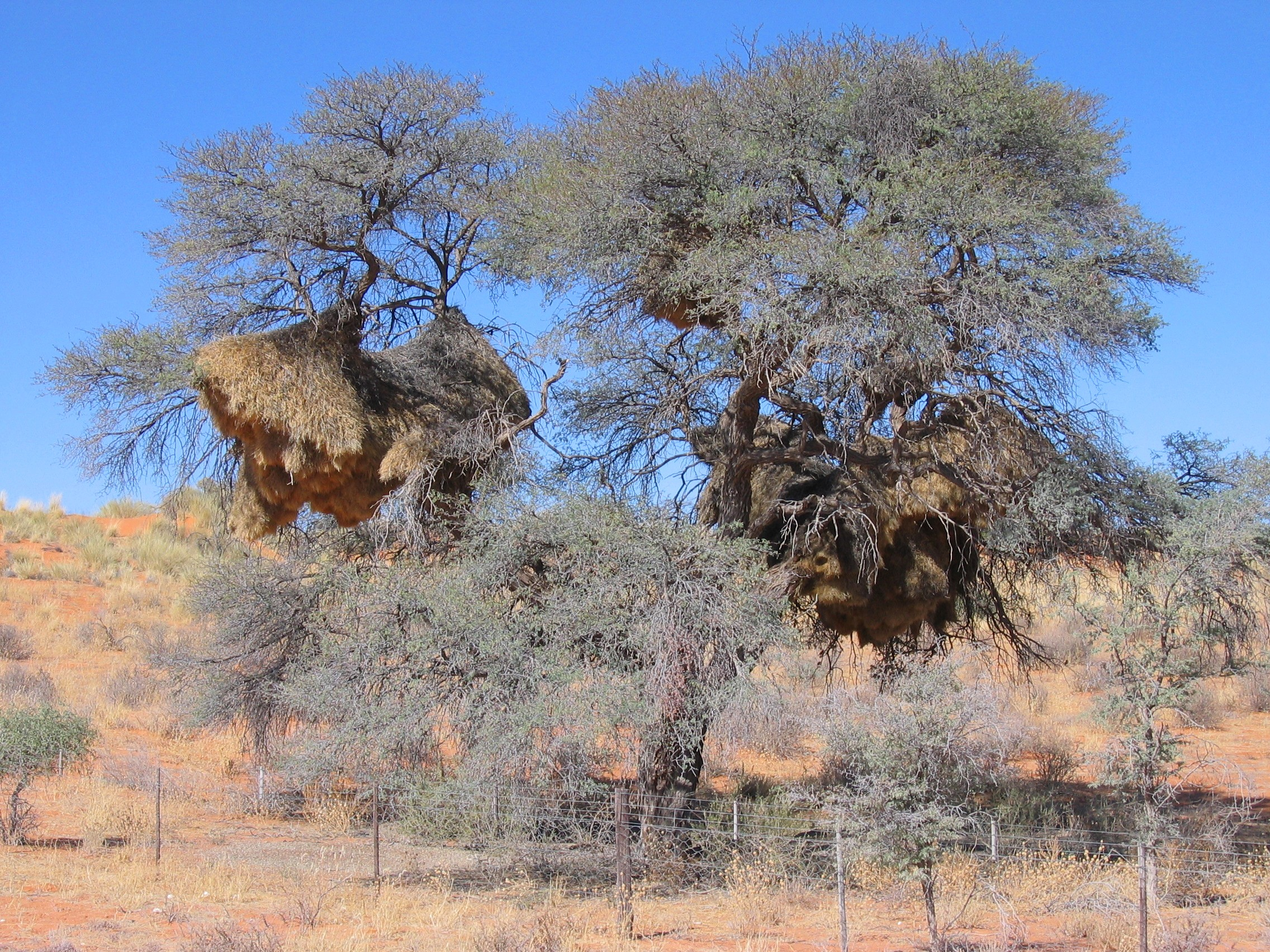
Gemeinschaftsnester von Webervögeln
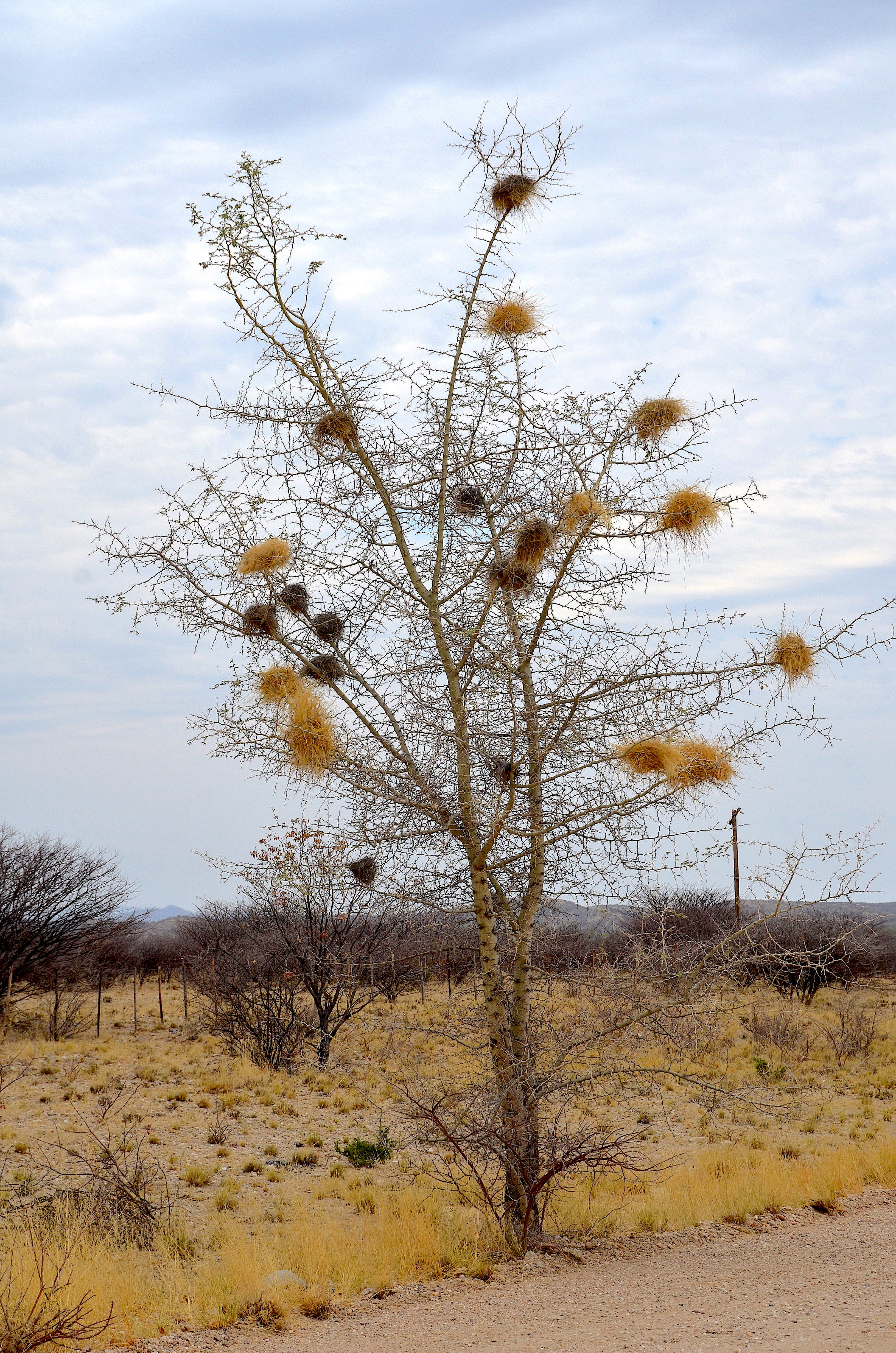
Schutzstrategie im Bau der Nester des Mahaliwebers in Namibia
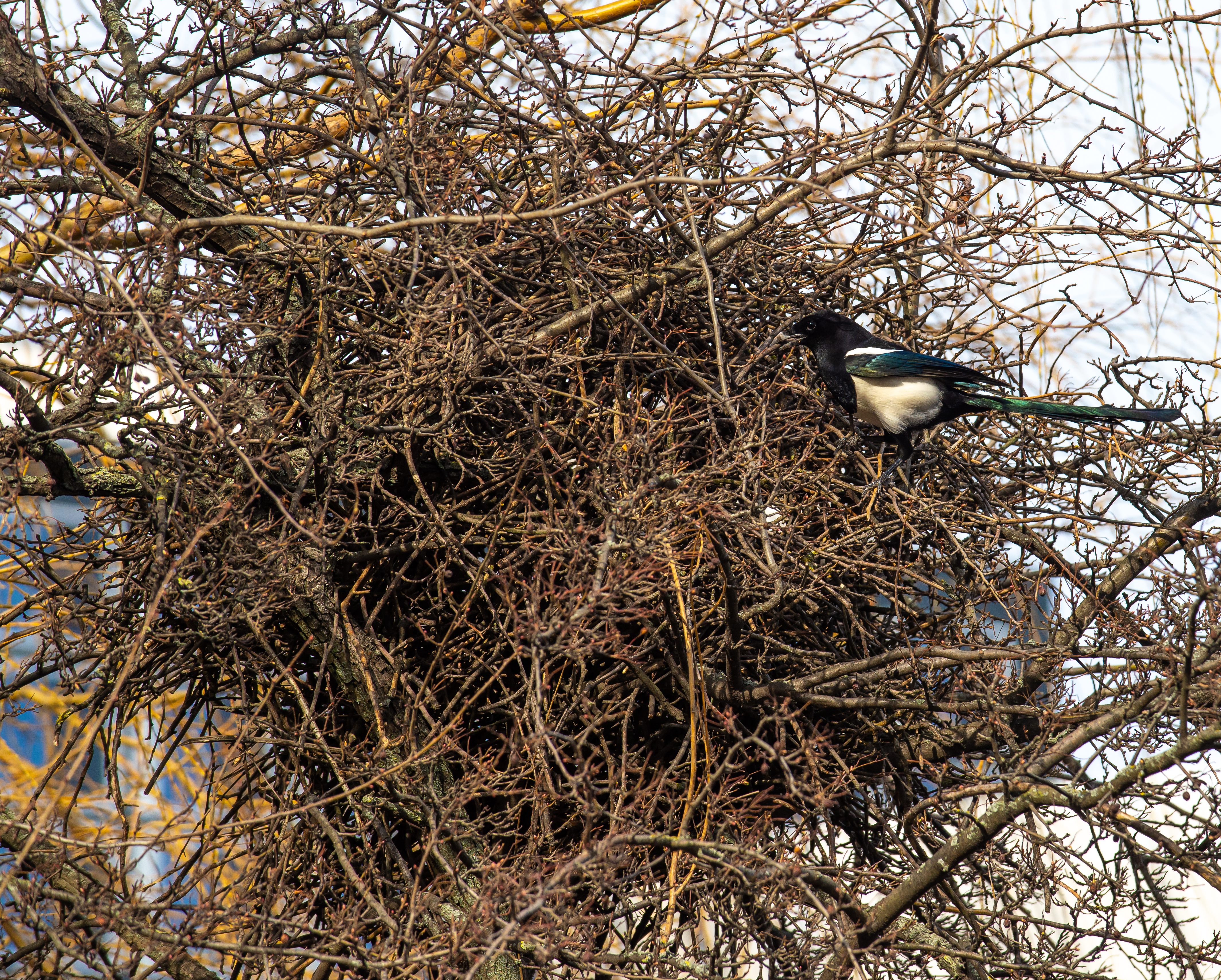
Elsternest

Die offene Bauweise des für Vögel typischen Wohnbaus resultiert daraus, dass für ein flugfähiges Tier eine komplette Umbauung den Fluchtweg behindern würde. Ausnahmen gibt es zahlreich (besonders kunstvolle Hängenester werden von Webervögeln gebaut), diese können insbesondere der Abwehr von Gefahren aus der Luft dienen.
Eine weitere Schutzstrategie des Nestbaus von meist kleineren Vögeln besteht darin, Nester so weit vom Stamm entfernt anzubringen mit einer Tragfähigkeit, welche für das Nest und seine Bewohner sicher gewährleistet ist, aber für die Annäherung kletternder Fleischfresser nicht ausreichend ist (z. B. Webervögel).
Eine Zusatzmaßnahme besteht darin, die Nester abzuseilen, um sie für kletternde Schlangen schwieriger erreichbar zu machen (z. B. Webervögel).
Nestern großer Vögel kommt kaum eine Schutzfunktion zu, sie dienen eher dazu, Gelege und Brut einen Halt zu bieten (beim Adlerhorst übernimmt die schwer erreichbare Nestposition dieser sehr flugkräftigen Tiere die Schutzfunktion).
Bei Greifvögeln oder bestimmten anderen großen Vögeln nennt man das Nest Horst, wie Adlerhorst oder Storchenhorst, das an unzugänglichen Stellen wie steilen Felswänden oder auf Türmen (Störche) gebaut sein kann.
Es gibt für den menschlichen Verzehr geeignete essbare Vogelnester.

### Säugetiere
Manche Primaten – beispielsweise Schimpansen und Gorillas – können sich vorübergehende Nachtnester einrichten. Auch baumbewohnende Nagetiere (Eichhörnchen, Haselmaus) richten Baumnester ein, oft längerfristig.

### Schaumnester

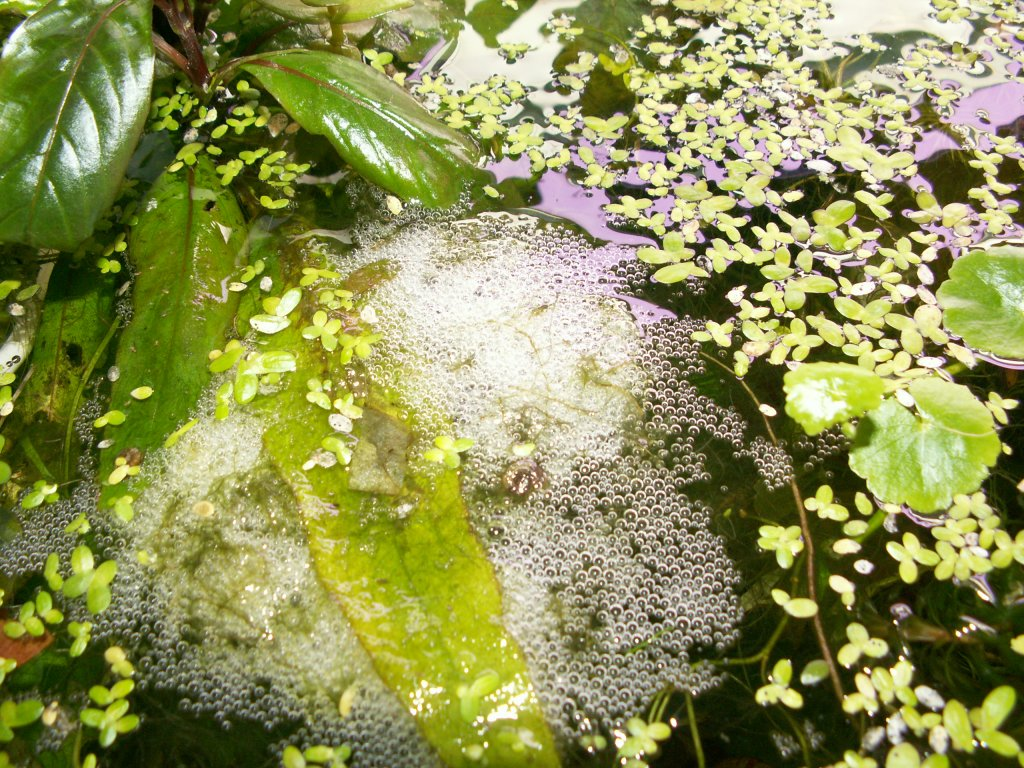
Schaumnest des Zwergfadenfischs

Einige Knochenfische und Froschlurche (weiblicher Wallace-Flugfrosch) produzieren Schaumnester zur Aufnahme der Brut.

### Insekten
Beispiele für Insektennester sind Ameisenhügel, Biwaknester oder Termitenhügel.

## Plünderung
Das Erklettern eines Adlerhorstes, um Jungvögel oder Eier zu entnehmen, erfuhr in der alpenländischen Volksliteratur vielfach eine mythologische Überhöhung, wie bei Ludwig Ganghofer, dem es als Beweis von Manneskraft und Mannesmut diente.
Im Film Rapa Nui – Rebellion im Paradies geht es u. a. darum, in einem archaischen Wettkampf ein Ei einer Rußseeschwalbe als erster von einer Felseninsel auf die Osterinsel zu bringen. Bei der Darstellung mag es sich um fiktives Brauchtum handeln.

## Sammlungen
Die größte Sammlung von Nestern beherbergt die Western Foundation of Vertebrate Zoology (WFVZ), dort werden 18.000 Nester aufbewahrt.

## Kulturelle und metaphorische Adaptionen
Der Begriff „Nest“ wird auch metaphorisch als Umschreibung für Geborgenheit verwandt, eine angenehme Heimeligkeit und Wärme spendende Gemeinschaft (z. B. Familie, Gemeinde, Gruppe), in der sich Personen behütet und geborgen fühlen.
Das Motiv des Nestes – ästhetisch inspiriert vor allem vom Vogelnest – taucht kulturell adaptiert als Osterbrauch auf: So werden Schokoladenosterhasen und andere Süßigkeiten u. a. in Osternestern arrangiert. Zumeist bestehen diese aus schalenartigen Körbchen, die mit Heu, Holzwolle oder Ostergras (grün gefärbte Holzwolle) ausgepolstert werden.
In der Architektur ist das Motiv des Nestes beim Nationalstadion Peking, dem Olympiastadion der Sommerspiele 2008, vorhanden, das wegen seines Aussehens im Volksmund „Vogelnest“ genannt wird.
Ferner tritt der Nahrungsmittelkonzern Nestlé mit einem redenden Logo auf.

## Siehe auch

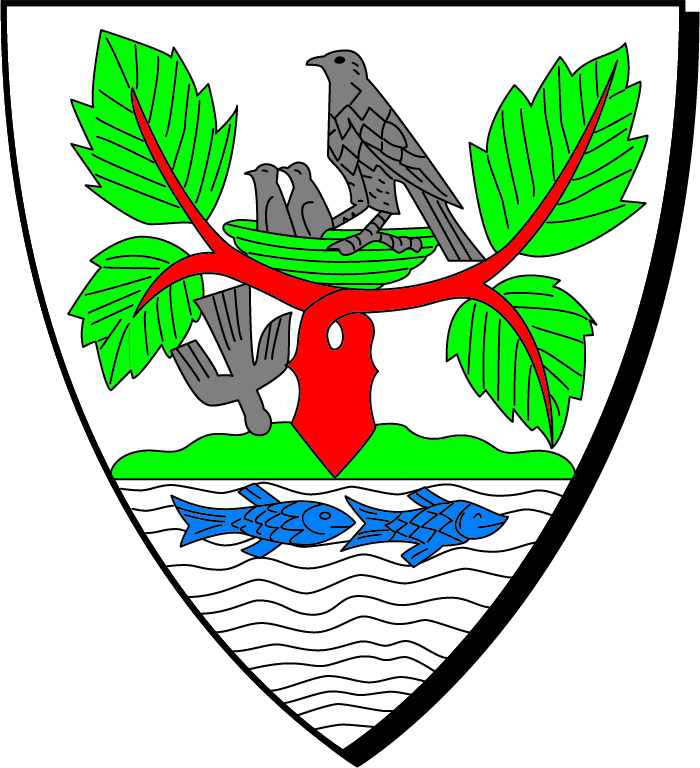
Detailreiche Darstellung im Wappen von Arbon

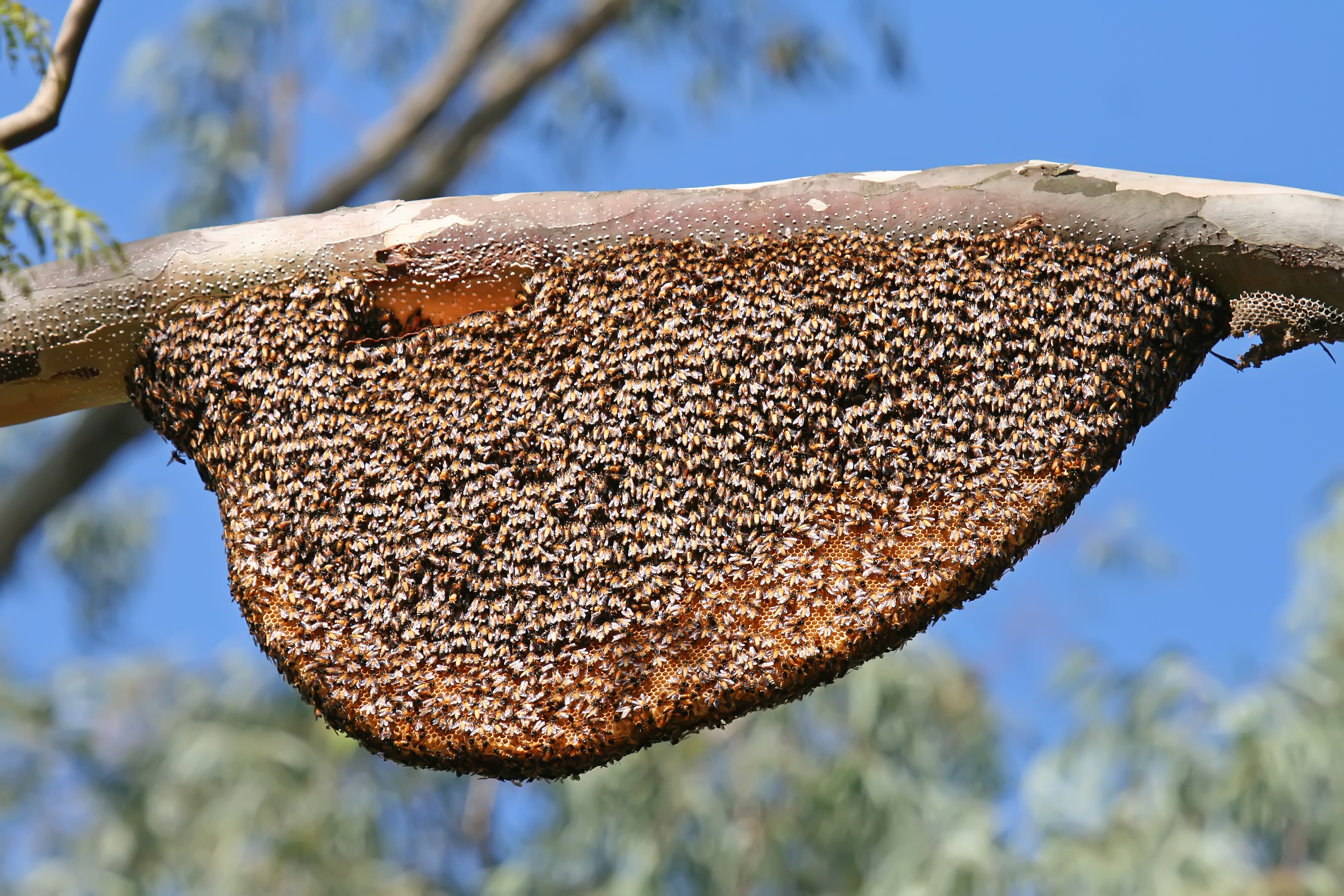
Natürliches Bienennest